# Birger Kraft
Birger Kraft, född 1 februari 1903, död 19 december 1976, var en svensk medeldistanslöpare. Han tävlade för IK Mode. 
Kraft vann SM på 800 m 1929 och 1930. Dessutom var han i SM med i segrande lagen i stafett 4x1500 m åren 1931, 1933 och 1934. Han hade det svenska rekordet på 1000 m åren 1931 till 1933 med tiden 2.28,0.